# Mister Negative
Mister Negative (Senhor Negativo no Brasil) é o alter ego do personagem fictício Martin Li, um supervilão que aparece nos quadrinhos americanos publicados pela Marvel Comics, geralmente como um inimigo do Homem-Aranha, do Punisher e de Cloak and Dagger.

## Histórico de Publicações
Criado por Dan Slott e Phil Jimenez, Mister Negative fez sua primeira participação na história "Swing Shift" do Free Comic Book Day, um enredo que se passava após os eventos do "Spider-Man: One More Day". A primeira aparição completa de Mister Negative veio em The Amazing Spider-Man #546 (janeiro de 2008); o início do trama "Brand New Day".